# 威廉·费纳
威廉·费纳，S.J.（德語：Wilhelm Feiner，1792年12月27日—1829年6月9日）是德裔天主教牧师和耶稣会士，后在美国传教并当上乔治城学院校长。
费纳生于明斯特，青年时期就在俄罗斯帝国和波兰加利西亚的耶稣会学校教书。庇護七世恢复欧洲各国耶稣会数年后，费纳移民美国传道，并在宾夕法尼亚州亚当斯县科纽戈乡教授神学，后当上乔治城学院全职教授。他还出任乔治城学院图书馆第二任馆长，并在圣三一天主教堂服务会众。1826年，费纳当上第13任乔治城学院校长。
费纳虽曾担任美国大学校长，但始终没有熟练掌握英语。他因身患结核病常年身体不佳，担任三年校长后辞职，并在数周后谢世，年仅36岁。

## 早年经历
威廉·费纳1792年12月生于神圣罗马帝国明斯特采邑主教區明斯特。1808年7月12日，年仅16岁的费纳在白俄罗斯加入耶稣会，同年8月7日正式成为耶稣会士。西欧从18世纪50年代开始压制、驱逐耶稣会，东欧环境相对宽松，费纳移民美国前便在波兰加利西亚和俄罗斯帝国的耶稣会学府任教，受此影响，部分文献误称他是波蘭人。

### 赴美传教

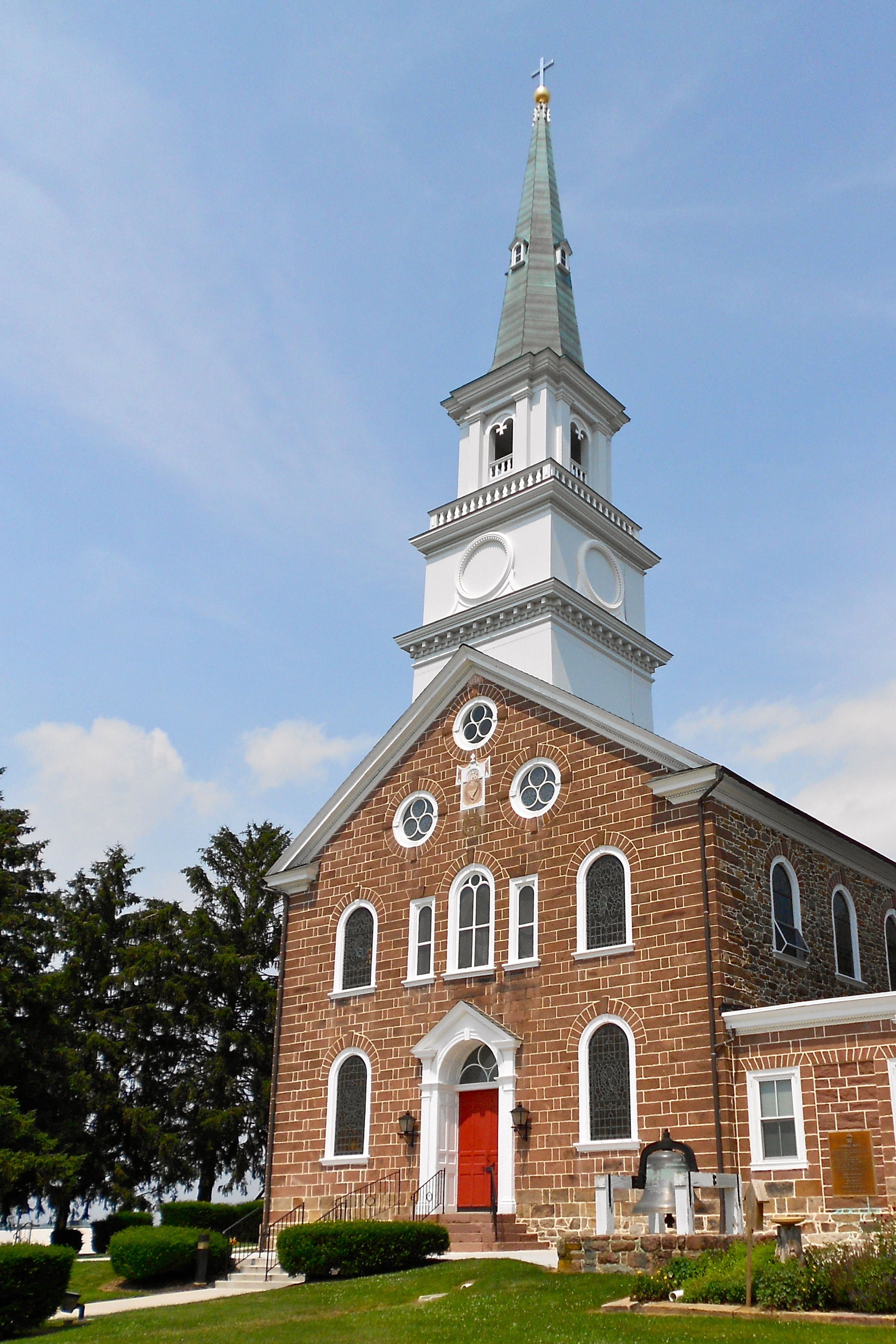
科纽戈小圣堂

1814年庇護七世下令在世界范围恢复耶稣会，费纳于1822年远赴美国协助该国耶稣会士重建教会。他把名字（“威廉”）英语化成（音译相同）。1823至1826年，他负责协助宾夕法尼亚州亚当斯县科纽戈乡（Conewago Township）科纽戈小圣堂的马修·勒库（Matthew Lekue），当地德语人口众多。除传道外，费纳1824年还在科纽戈乡教授天主教神学。美国耶稣会宗座视察员彼得·肯尼（Peter Kenney）返回欧洲，任命费纳接任，此时费纳已患上结核病，身体状况很差。
1825至1826年，费纳在哥伦比亚特区乔治城学院担任神学和德语教授，同时出任教长。詹姆斯·尼尔（James A. Neill）后来继任他的教长席位。托马斯·莱文斯（Thomas C. Levins）1824年开始担任乔治城学院图书馆馆长，但他在1825年被耶稣会解雇并前往纽约，馆长位置由费纳接手。1826年费纳离职，詹姆斯·范·德维尔德（James Van de Velde）继任。

## 乔治城学院校长

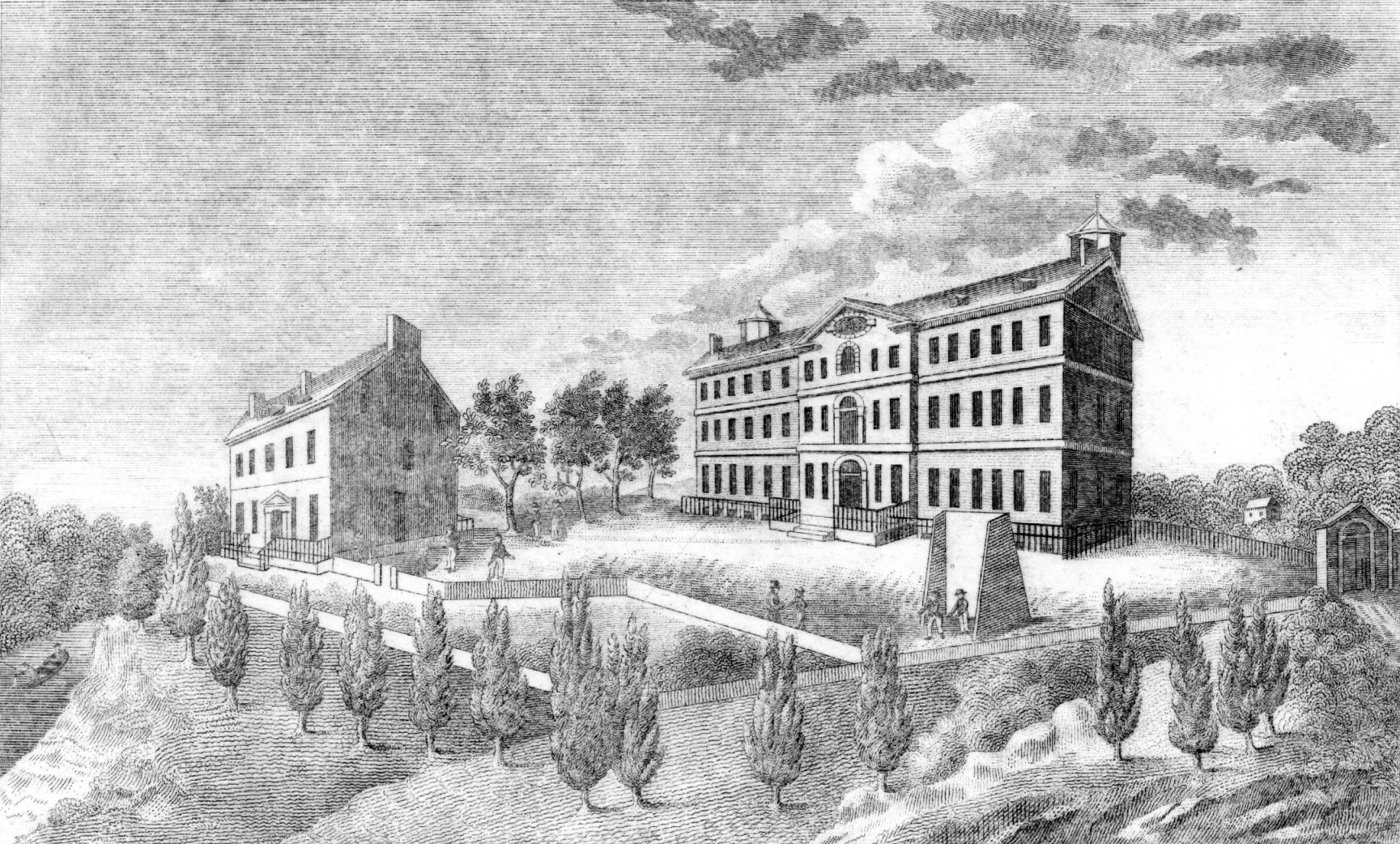
1829年乔治城学院校园

乔治城学院校长斯蒂芬·拉里格多勒·杜比森（Stephen Larigaudelle Dubuisson）在辞职申请获批后迫不及待地准备赶往欧洲，耶稣会省级会长弗朗西斯·齐泽罗辛斯基（Francis Dzierozynski）1826年5月4日任命英语只有入门水平的费纳继任。费纳的结核病已进入晚期，他在同年7月8日就职，此后直到去世都没有熟练掌握英语。据称他得知省级会长的命令后走进校长办公室，告诉杜比森他无意担任校长，也根本没有这份能力。担任校长期间，费纳在乔治城圣三一天主教堂服务会众。此外，他还在1828和1829年分别担任道德神学与教义神学教授。
费纳病情严重，约翰·贝施特于1828年来到乔治城学院准备接任校长职务。据乔治城大学历史学家评判，费纳的校长任期与19世纪20年代另外几位校长一样乏善可陈。他在1829年3月30日辞职，同年6月9日在校内辞世，年仅36岁。

## 脚注
1. ↑  Dodd & 1909，第40页
2. 1 2 3 4 5  Buckley & 2013，第130页
3. 1 2  Burson，Wright & 2015，第205页
4. 1 2  Kenrick & 1916，第36页
5. ↑  Kruszka & 1905，第21页
6. ↑  Schmid & 2012，第135页
7. ↑  Voyage of Very Rev. Fr. John Anthony Grassi, S. J. From Russia to America & 1875，第115页
8. ↑  Burson，Wright & 2015，第209页
9. 1 2 3  Curran & 1993，第99页
10. ↑  Easby-Smith & 1907，第64–65页
11. ↑  Newtown Manor & 1886，第24页
12. ↑  Kenrick & 1916，第35–36页
13. ↑  Reily & 1885，第33页
14. ↑  Newtown Manor & 1886，第10页
15. ↑  Curran & 2019，第201–202页
16. ↑  Shea & 1891，第70页
17. ↑  Curran & 1993，第404页
18. ↑  Easby-Smith & 1907，第63页
19. ↑  Drake & 2003，第1141页
20. ↑  Shea & 1891，第71页
21. ↑  Buckley & 2013，第121页
22. 1 2  Buckley & 2013，第122页
23. 1 2  Shea & 1891，第73页
24. ↑  Burson，Wright & 2015，第212页
25. ↑  Ryan & 1904，第5页
26. ↑  Shea & 1891，第79页
27. ↑  Curran & 1993，第101页
28. ↑  Jackson & 1878，第224页